# Pekings lärarhögskola

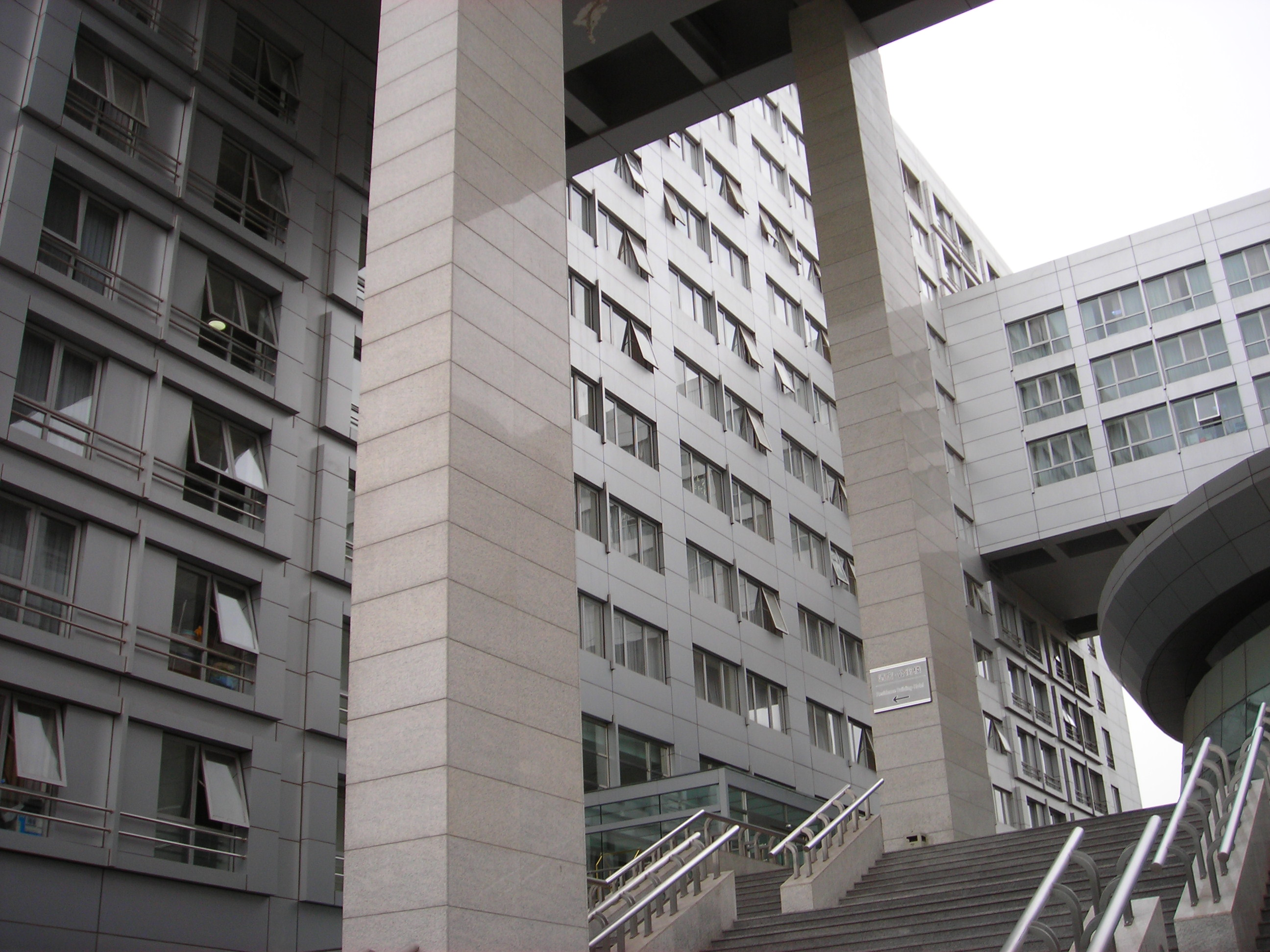
Byggnad på Beishidas norra campus.

Pekings läraruniversitet eller Pekings normaluniversitet (traditionell kinesiska: 北京師範大學?, förenklad kinesiska: 北京师范大学?, pinyin: Běijīng Shīfàn Dàxué, förkortat 北师大, Běishīdà; engelska: Beijing Normal University) är ett universitet i Peking, Kina. Universitetet har, som namnet antyder, varit en normalskola (normerande skola) för lärarutbildning i Kina.
Beishida bildades 1902 som en renodlad lärarutbildning. I dag läser där knappt 20 000 elever, och universitetet hyser ungefär lika många forskare och forskarstuderande. Universitet är idag ett av Pekings fyra största universitet och har nära internationellt akademiskt samarbete med bland annat School of Oriental and African Studies i London, Storbritannien, och Roms universitet i Rom, Italien. 

## Kända elever
- Lao She
- Liu Xiaobo
- Shi Pingmei
- Wuerkaixi